# Lavarone
Lavarone (cimbri Lafraun) és un municipi italià, dins de la província de Trento. És habitat per la minoria germànica dels cimbris. L'any 2007 tenia 1.110 habitants. Limita amb els municipis de Caldonazzo, Folgaria, Lastebasse (VI), Luserna i Pedemonte (VI).

## Administració
| Període | Identitat    | Partit        |
| ------- | ------------ | ------------- |
| 2008-   | Aldo Marzari | Llista cívica |